# Argina multiguttatus
Argina multiguttatus är en fjärilsart som beskrevs av Swinhoe 1892. Argina multiguttatus ingår i släktet Argina och familjen björnspinnare. Inga underarter finns listade i Catalogue of Life.